# 左翼ブロック
左翼ブロック（さよくブロック、Bloco de Esquerda）は、1999年に設立されたポルトガルの革新政党。人民民主連合（UDP）や革命的社会党（PSR）、政治21（PXXI）などの左派政治団体から構成。ただ、これらの政治団体はある程度の自主性を保っていることから、党自体は緩やかな組織である。
1999年の総選挙では2%、2002年の総選挙では3%、そして2005年の総選挙では6.5%の得票率（8名の議員が当選）を獲得し、選挙毎に得票率を上げている。また、2009年の欧州議会議員選挙では、3名が当選した（得票率は10.73%と、緑の党及びポルトガル共産党から成る統一民主同盟を初めて上回った）。
欧州反資本主義左翼党及び欧州左翼党に加盟。高学歴の階層を支持基盤とするが、近年では労働組合や環境主義者の支持も厚い。女性や移民、マイノリティの権利擁護にも力を入れていることから、共産党や社会党、中央党といった既成左翼に対し、新たな左派政党としての地位を確立している。
2006年の大統領選挙ではフランシシュク・ローサ候補を擁立し、同候補は288,224票（得票率5.31%）を獲得。2009年の総選挙では9.67%の得票率を得、16名が当選を果たした。任期を2年前倒しして行われた2011年の総選挙では前回より得票を減らし、8議席（得票率5.17％）に半減する結果となった。党所属議員の半数は女性。
2015年10月4日に行われた総選挙では得票率が10.2%に達し、初めて2けたに乗せた。議席数も11増えて19となり、第3党に躍進した。

## 脚註
1. ↑  Bloco de Esquerda comemora décimo aniversário
2. ↑  “Risque pays du Portugal : Politique” (French). Société Générale. 2019年5月11日閲覧。
3. ↑  “Portugal - Political Parties - Elections” (French). perspective.usherbrooke.ca. 2019年5月11日閲覧。
4. ↑  Cunha, Carlos (2008). Few but Pure and Good Members are Preferred to a Mass Party — The Portuguese Communist Party's Continued Orthodoxy. p. 197
5. ↑  March, Luke (2008). Contemporary Far Left Parties in Europe. Berlin: Friedrich-Ebert-Stiftung. p. 4. ISBN 978-3-86872-000-6
6. ↑  Angelique Chrisafis (2015年11月10日). “Portuguese MPs force minority government to quit over austerity”. The Guardian. 2015年12月4日閲覧。